# Roiniță
Roinița (Melissa officinalis  L.) este o plantă perenă din genul Melissa  L., familia Labiatae (Lamiaceae).
Roinița este meliferă, aromatică și are proprietăți curative.

## Descriere
Roinița crește în tufe dense care nu depășesc înălțimea de 90–100 cm. Fiind perenă, frunzele se veștejesc și cad spre sfârșitul toamnei și apar din nou de obicei în luna aprilie. Se aseamănă la înfățișare cu urzica (Urtica dioica) deși aceasta din urmă aparține unei familii cu totul diferite. Frunzele roiniței sunt însă de un verde mai pronunțat, aproape închis la culoare și ele exudă o aromă plăcut mirositoare asemănătoare lămâii atunci când sunt presate între degete.

## Originea denumirii
Roinița este o plantă meliferă și inflorescența ei este vizitată de numeroase insecte; de asemenea datorită mirosului pronunțat care atrage albinele este folosită de apicultori atunci când capturează un roi (se freacă pereții stupului) sau când vor să unifice două familii; de aici și denumirea plantei (de la roi de albine).

## Răspândire geografică
Roinița se întâlnește spontan pe teritoriul României doar pe arii restrânse în sud-vestul țării în zone ferite de pe lângă păduri și luminișuri în Oltenia (în preajma localității Baia de Aramă) și în Banat. Se cultivă însă în grădini și așezăminte monahale. Odată ce planta s-a stabilizat este greu de eradicat.

## Utilizări curente
Roinița este ingredientul principal al apei carmelite (Eau de Carmes), care este vândută în farmaciile germane.
Planta este cultivată și vândută ca plantă ornamentală și pentru atragerea albinelor. Uleiul esențial este folosit ca ingredient de parfum. Este folosită în pasta de dinți.  
Roinița este folosită ca aromă în înghețată și ceaiuri din plante, adesea în combinație cu alte ierburi precum menta. Frunzele nu se usucă atunci când sunt folosite pentru ceai. Este un adaos comun la ceaiul de mentă, mai ales datorită aromei sale complementare. Este, de asemenea, folosită la mâncăruri cu fructe sau la bomboane. Poate fi folosit în mâncăruri din pește și este ingredientul principal în pesto de melisa. Aroma sa provine din geraniol (3–40%), neral (3–35%), geranial (4–85%) (ambii izomeri ai citralului), (E)-cariofilenă (0–14%) și citronelal (1–44%).